# Дифференциальный анализатор

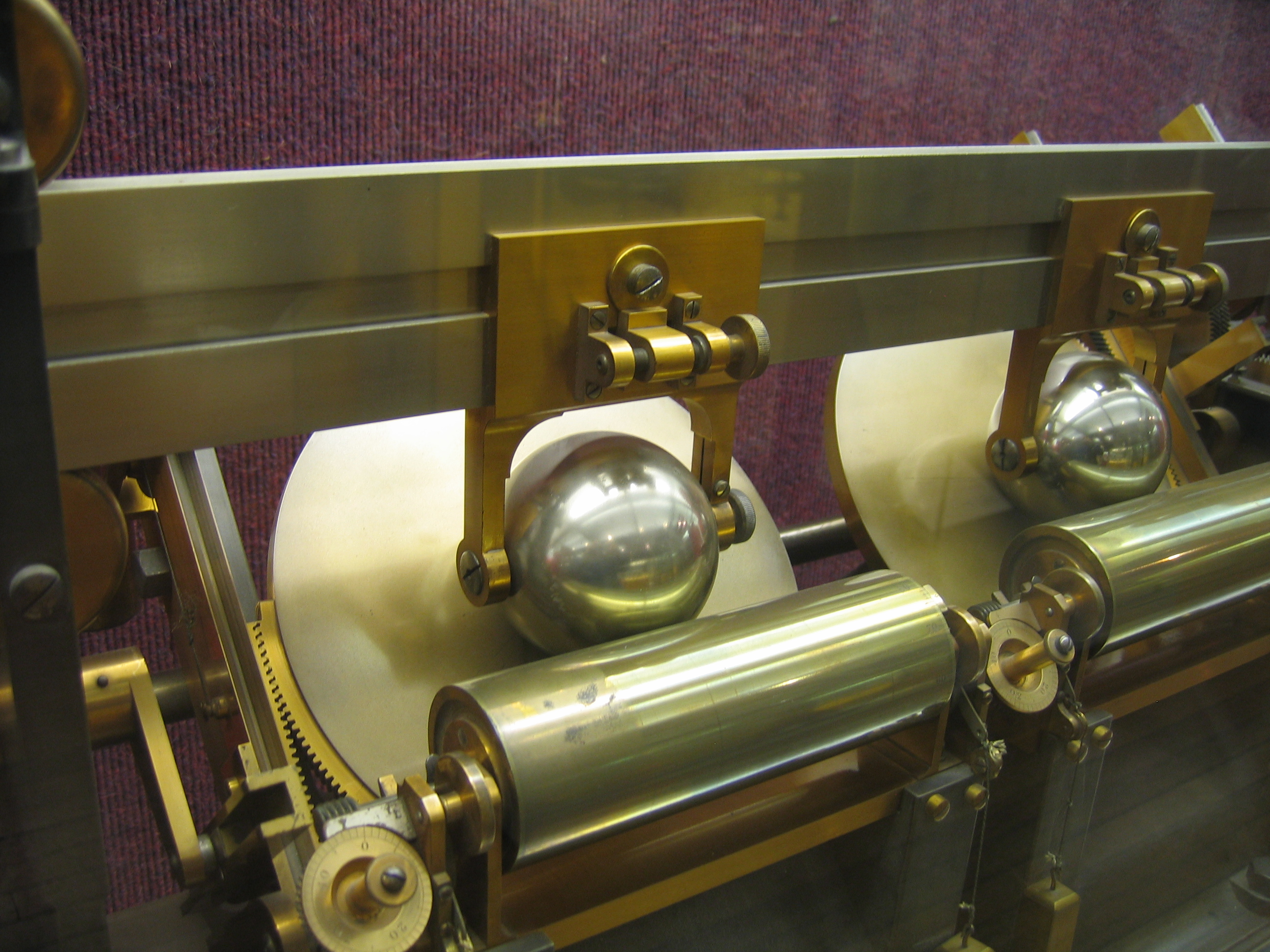
Интегрирующий механизм в виде шара и диска для изучения приливов

Дифференциальный анализатор — механический аналоговый компьютер, спроектированный для решения дифференциальных уравнений интегрированием и использующий шестерни и диски для выполнения интегрирования. Был одним из первых вычислительных устройств, использовавшихся в оперативном режиме.

## История
Исследования по решению дифференциальных уравнений при помощи механических устройств, не считая планиметра, начались в 1836 году, когда французский физик Гаспа́р-Гюста́в де Кориоли́с разработал механическое устройство для интегрирования дифференциальных уравнений первого порядка.
Первое описание устройства, которое могло интегрировать дифференциальные уравнения любого порядка, было опубликовано в 1876 году Джеймсом Томсоном. Хотя Томсон называл своё устройство «интегрирующей машиной», описание именно этого его устройства, вместе с дополнительной публикацией в 1876 году ещё двух описаний, сделанных его младшим братом лордом Кельвином, составляет изобретение дифференциального анализатора